# Unije
Za istoimensko vas glej Unije (naselje).
Koordinati:   44°40′00″N, 14°15′12″E
Unije je hrvaški otok v Primorsko-goranski županiji.

## Geografija
Unije so gričevnat otok, porasel s sredozemskim grmičevjem in površino 16,87 km², na severu Jadrana v zahodnem nizu Kvarnerskih otokov, zahodno od otoka Lošinj. Najvišji vrh na otoku je 129 mnm visok Kalk. Zahodna obala se strmo spošča v morje, medtem ko je vzhodna obala nižja z več manjšimi zalivi.
Na otoku je samo eno naselje - Unije, ki se nahaja ob robu plodnega polja na koncu prostranega zaliva na zahodni strani otoka. Naselje ima manjši pristan, restavracijo, pekarno in trgovino. Pristan je zavarovan pred južnimi vetrovi. Severozahodni in jugozahodni vetrovi povzročajo velike valove.
Primerno sidrišče za večja plovila je okoli 500 m od obale, manjša plovila pa se lahko privežejo na notranji strani pomola, ob katerem pristajajo ladje rednega ladijskega prometa. Na koncu okoli 60 m dolgega pomola stoji svetilnik.
Dobra sidrišča in zaklonišča pred vetrovi so v zalivih Vognišća, Podkujni in Maračol na vzhodni obali, samo pred burjo pa je zavarovan zaliv Vrulje na jugu otočka.
Maračol je ozek in okoli 450 m globok zaliv, v katerem je okoli 50 priveznih boj. Na zahodni obali je majhen pomol, od katerega vodi steza proti naselju Unije. Zaliv je od naselja oddaljen 15 minut zmerne hoje.

## Zgodovina
Otok je bil naseljen že v času Ilirov, kar dokazujejo ruševine starih ilirskih utrdb na severu in jugovzhodu otoka. Iz antične dobe pa so ohranjeni ostanki vile rustike, ki se nahajajo na mestu današnjega naselja. V vasi stoji cerkev sv. Andrije zgrajena v 15. stoletju.

## Prebivalstvo
Unije so redko naseljen otok. Na otoku je okoli 240 stanovanjskih zgradb, v katerih stalno živi 85 prebivalcev (popis 2001).

## Promet
Otoček je z ladijsko linijo vsak dan povezan z Malim Lošinjem. Na otočku je manjša letališka steza. Letališče je oddaljeno od letališča v Puli 30 km, od letališča na M. Lošinju pa 8 km. Avtomobilskega prometa na otočku ni.
Iz pomorske karte je razvidno, da na Unijah stojijo trije svetilniki. Prvi stoji na koncu pomola v pristanišču in oddaja svetlobni signal: R Bl 3s. Drugi stoji na rtu Vnetak in oddaja signal: BR Bl(3) 10s, z nazivnim dometom 10 - 7 milj. Tretji svetilnik pa stoji na rtu Lokunji in oddaja signal B Bl(4) 15s. Nazivni domet je 15 milj.